# Муджаридзе, Георгий
Георгий (Гиорги) Муджаридзе (груз. გიორგი მუჯარიძე; род. 22 марта 1998) — грузинский легкоатлет, специалист по толканию ядра. Выступает за сборную Грузии по лёгкой атлетике с 2013 года, победитель и призёр первенств национального значения, действующий рекордсмен страны в закрытых помещениях и на открытом стадионе, участник летних Олимпийских игр в Токио.

## Биография
Георгий Муджаридзе родился 22 марта 1998 года.
Впервые заявил о себе на международном уровне в сезоне 2013 года, когда вошёл в состав грузинской сборной и выступил на юношеском Европейском олимпийском фестивале в Утрехте, где в зачёте толкания ядра стал девятым.
В 2014 году принял участие в летних юношеских Олимпийских играх в Нанкине — закрыл десятку сильнейших в толкании ядра, выступил в смешанной эстафете 8 × 100 метров.
В 2015 году занял 12-е место на юношеском мировом первенстве в Кали.
В 2016 году отметился выступлением на юниорском мировом первенстве в Быдгоще, в финал не вышел.
В 2017 году среди прочего толкал ядро на юниорском европейском первенстве в Гроссето.
В 2018 году выступил на чемпионате Европы в Берлине — на предварительном квалификационном этапе толкнул ядро на 19,18 метра, чего оказалось недостаточно для выхода в финал.
В 2019 году участвовал в чемпионате Европы в помещении в Глазго, с результатом 20,27 одержал победу в молодёжной категории на Кубке Европы по метаниям в Шаморине и на чемпионате Грузии в Тбилиси, был пятым на молодёжном европейском первенстве в Евле.
В феврале 2020 года на зимнем чемпионате Грузии в Тбилиси превзошёл всех соперников и установил ныне действующий национальный рекорд в толкании ядра в помещении — 21,21 метра.
В 2021 году толкал ядро на чемпионате Европы в помещении в Торуне. Выполнив олимпийский квалификационный норматив (21,10), удостоился права защищать честь страны на летних Олимпийских играх в Токио — на предварительном квалификационном этапе толкания ядра показал результат 19,76 метра и в финал не вышел.
В 2022 году вновь выиграл зимний и летний чемпионаты Грузии в Тбилиси, в то время как на другом домашнем турнире в столице установил ныне действующий рекорд страны в толкании ядра на открытом стадионе — 21,17 метра. На чемпионате Европы в Мюнхене с результатом 19,43 в финал не вышел.
В 2023 году толкал ядро на чемпионате Европы в помещении в Стамбуле.